# Hélène et les Animaux
 (octobre 2024).
Si vous disposez d'ouvrages ou d'articles de référence ou si vous connaissez des sites web de qualité traitant du thème abordé ici, merci de compléter l'article en donnant les références utiles à sa vérifiabilité et en les liant à la section « Notes et références ».
Hélène et les Animaux est une émission de télévision française présentée par Hélène Gateau et diffusée sur France 5 à partir du 6 septembre 2014.

## Concept de l'émission
La vétérinaire Hélène Gateau part à la rencontre d'éleveurs, de professionnels et de passionnés du monde animal. Elle tente de percer les mystères du lien étroit qui unit hommes et animaux.

## Format
Hebdomadaire, le format de l'émission est de 52 minutes. Chaque émission est composée d'un reportage "incarné" dans lequel la vétérinaire part directement à la rencontre d'hommes, de femmes, et de leurs animaux. Plusieurs sujets "focus", d'environ 5 minutes chacun, viennent compléter l'incarné.

## Les émissions
Chaque semaine, une nouvelle thématique est abordée en début d'émission. Les différentes rencontres effectuées par Hélène Gateau vont permettre d'apporter des éléments de réponse à la question posée en début d'émission.

## Diffusion
Ce programme est diffusé sur T18 à partir de juin 2025.

### Saison 1
| Épisode | Thématique                             | Date de diffusion |
| ------- | -------------------------------------- | ----------------- |
| 1       | Transmettre sa passion aux enfants     | 6 septembre 2014  |
| 2       | Rencontre avec un animal inattendu     | 13 septembre 2014 |
| 3       | Les animaux corses et leurs gardiens   | 20 septembre 2014 |
| 4       | Rencontre avec des animaux écolos      | 27 septembre 2014 |
| 5       | Leur collègue est un animal            | 4 octobre 2014    |
| 6       | Les animaux, ciment de la famille      | 11 octobre 2014   |
| 7       | Quand les animaux font leur show       | 18 octobre 2014   |
| 8       | Tout quitter pour les animaux          | 25 octobre 2014   |
| 9       | Avoir un animal équilibré              | 1er novembre 2014 |
| 10      | Avec les animaux, vive la retraite     | 8 novembre 2014   |
| 11      | Cohabiter avec un animal qui fait peur | 15 novembre 2014  |
| 12      | Sauver les animaux, une passion        | 22 novembre 2014  |
| 13      | Vivre avec un animal insolite          | 29 novembre 2014  |
| 14      | Se dépasser grâce aux animaux          | 6 décembre 2014   |
| 15      | Ces animaux stars de cinéma            | 13 décembre 2014  |

### Saison 2
| Épisode | Thématique                                     | Date de diffusion |
| ------- | ---------------------------------------------- | ----------------- |
| 1       | Les animaux "Made in France"                   | 10 janvier 2015   |
| 2       | Travailler avec les animaux, une vocation      | 17 janvier 2015   |
| 3       | Bienvenue dans mon aquarium !                  | 24 janvier 2015   |
| 4       | Rencontre avec des animaux de légendes         | 31 janvier 2015   |
| 5       | Le retour des animaux préhistoriques           | 7 février 2015    |
| 6       | Les animaux et l'amour                         | 14 février 2015   |
| 7       | Rencontre avec des animaux du froid            | 21 février 2015   |
| 8       | Sauver les animaux en voie de disparition      | 28 février 2015   |
| 9       | Les animaux au service de l'homme              | 7 mars 2015       |
| 10      | Grandir auprès des animaux                     | 14 mars 2015      |
| 11      | Le succès grâce aux animaux                    | 21 mars 2015      |
| 12      | Les animaux ambassadeurs de nos régions        | 28 mars 2015      |
| 13      | Les animaux de génie en Irlande                | 4 avril 2015      |
| 14      | Les animaux du littoral                        | 11 avril 2015     |
| 15      | Des anges pour les chiens à Los Angeles        | 18 avril 2015     |
| 16      | Se ressourcer grâce aux animaux                | 25 avril 2015     |
| 17      | Les animaux de la tradition suisse             | 2 mai 2015        |
| 18      | Les animaux, une histoire de famille           | 9 mai 2015        |
| 19      | L'histoire de France contée par les animaux    | 16 mai 2015       |
| 20      | Croatie, un nouvel eldorado pour les animaux ? | 23 mai 2015       |

### Saison 3
| Épisode | Thématique                                 | Date de diffusion |
| ------- | ------------------------------------------ | ----------------- |
| 1       | Ces animaux tout droit sortis du Moyen Age |                   |
| 2       | L'incroyable cycle de la vie des animaux   |                   |
| 3       | Chiens d'exception pour une nouvelle vie   |                   |
| 4       | L'ascension estivale des moutons           |                   |
| 5       | Communiquer autrement avec les animaux     |                   |
| 6       | S'engager pour la cause animale            |                   |
| 7       | Ces animaux, carte postale d'une région    |                   |
| 8       | Le chat meilleur ami de l'homme            |                   |
| 9       | Les trésors cachés des animaux             |                   |
| 10      | Les animaux créateurs de vie               |                   |